# Fauteuil roulant

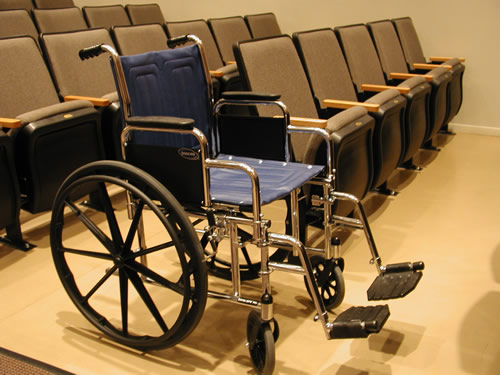
Fauteuil roulant pliable en 2006.

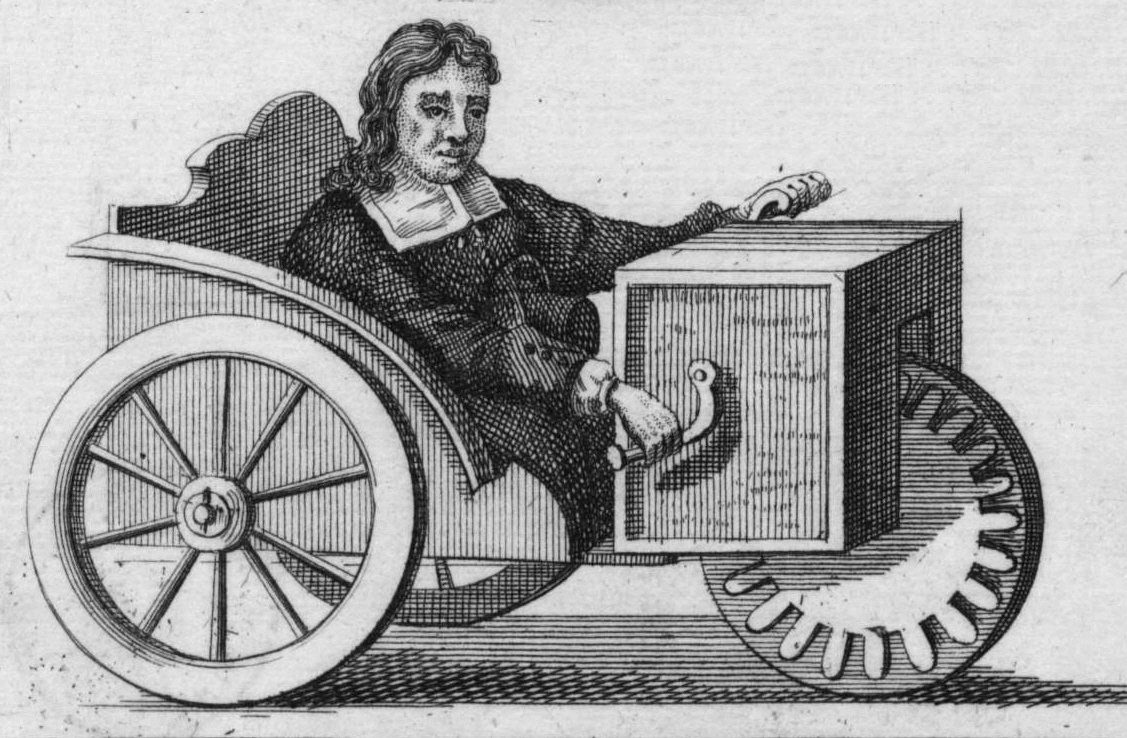
Représentation du fauteuil roulant automoteur de l'horloger paralysé Stephan Farffler, construit par lui à l'âge de 22 ans en 1655.

Un fauteuil roulant, aussi parfois appelé chaise roulante dans le langage familier, est une aide technique à la mobilité qui permet de transporter une personne assise sans peine sur une surface plane.
En France, son appellation officielle est « véhicule pour handicapé physique » (VHP).

## Histoire

### Époque ancienne

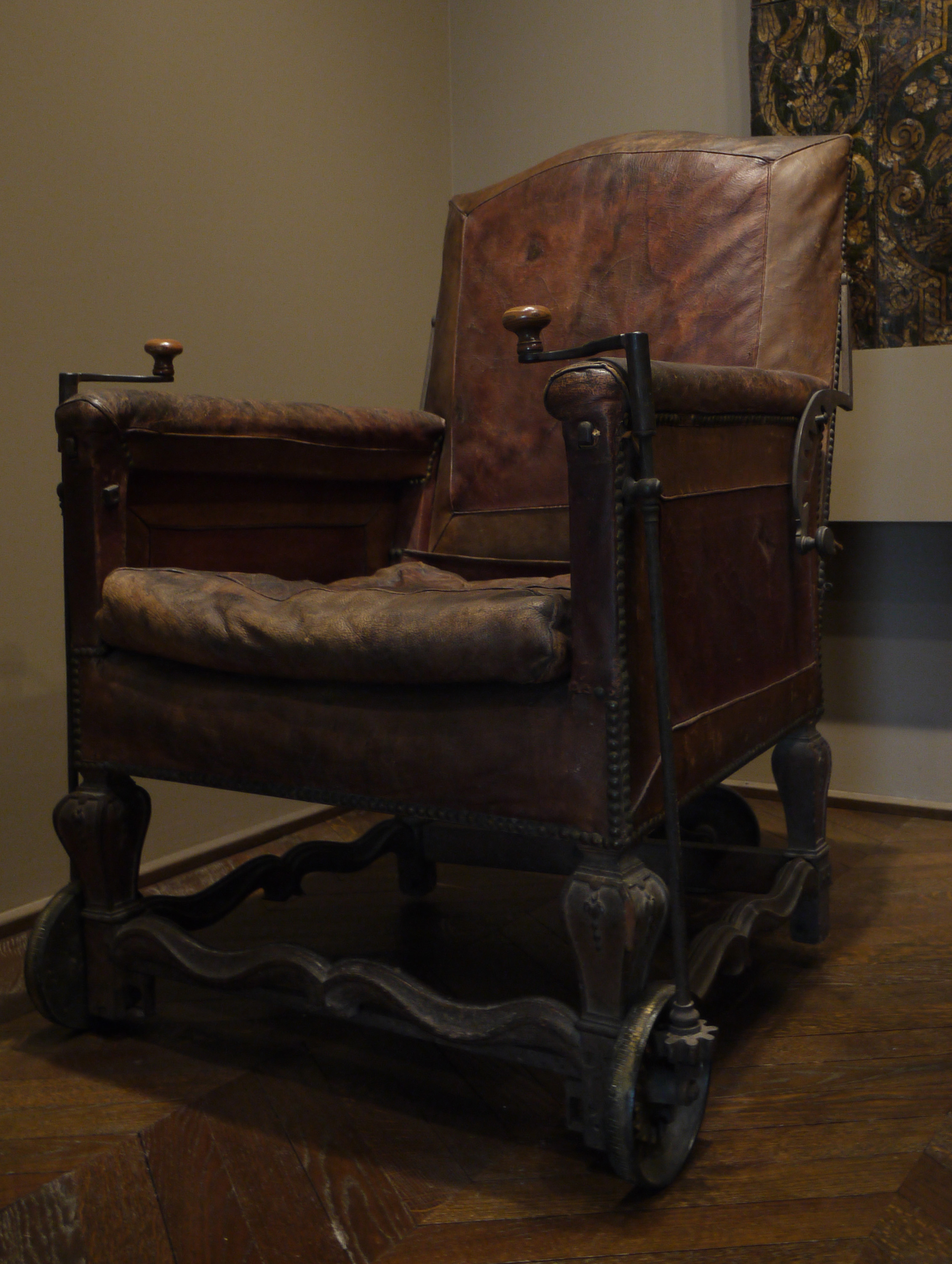
Fauteuil de malade équipé de trois roues crantées mues par deux manivelles, vers 1700-1710, musée des Arts décoratifs, Paris.

Les premiers meubles à roulettes ont été inventés en Chine au Ve siècle av. J.-C. : des lits pour enfants ont ainsi été découverts sur des frises. Ce n'est qu'à partir du VIe siècle que l'on trouve des fauteuils permettant de transporter des personnes.

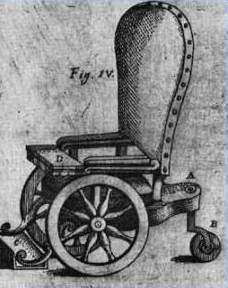
Chaise roulante du XVIIIe siècle.

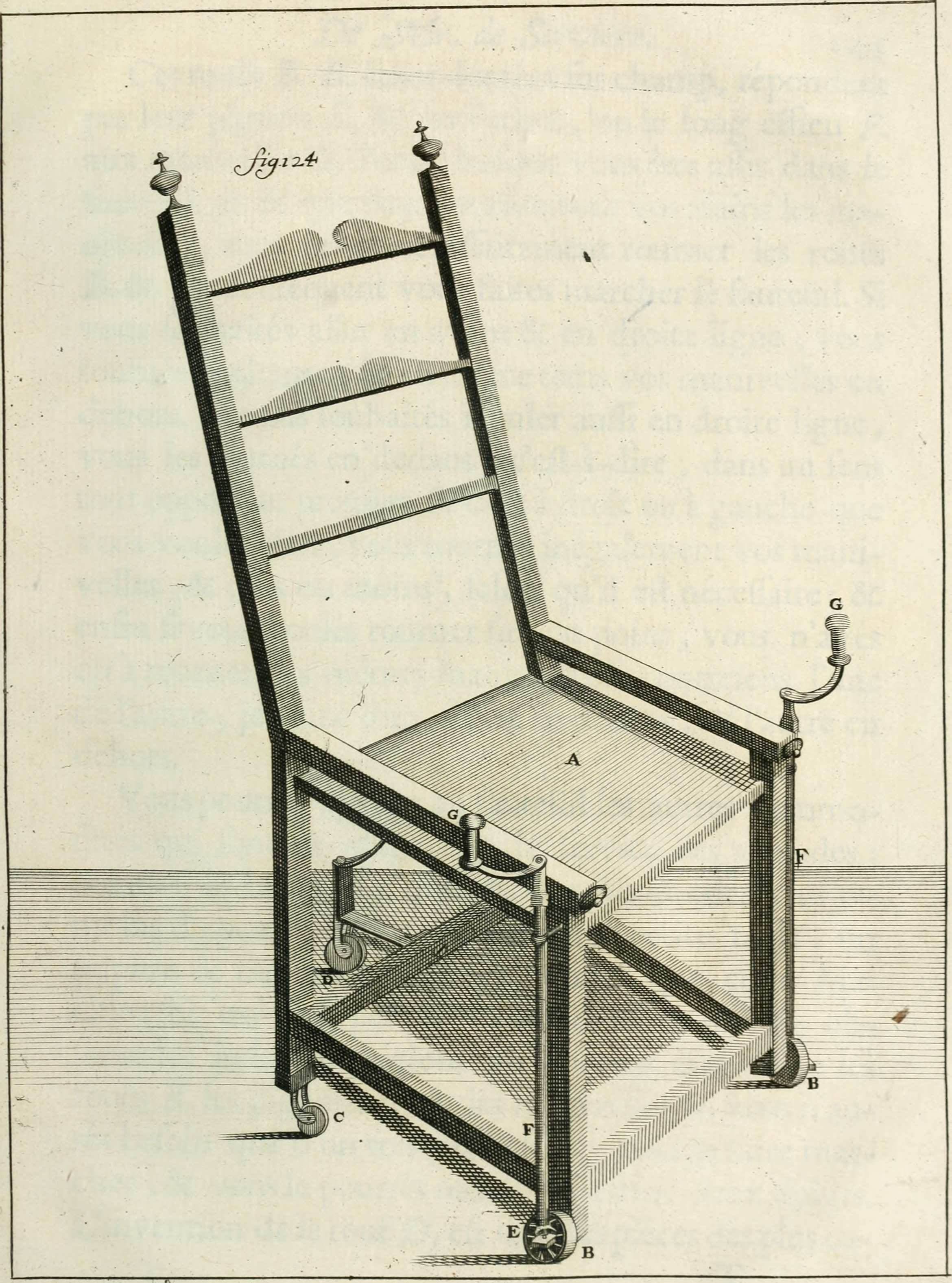
Fauteuil roulant de Nicolas Grollier de Servières exposé dans son cabinet de curiosités, XVIIe siècle.

Un fauteuil roulant a été fabriqué spécialement pour Philippe II d'Espagne (1527-1598). Il figure sur un croquis datant de 1595 dans une chaise avec des roues.
On retrouve aussi plusieurs chaises d’invalidité semblables dans le château de Versailles. Louis XIV s’en est notamment servi durant sa convalescence, à la suite de l’opération de sa fistule anale en 1686.
Nicolas Grollier de Servières (1596-1689), ingénieur lyonnais et inventeur de machines fantastiques, construisit et exposa dans son cabinet de curiosités un fauteuil roulant dont le dessin fut publié par son petit-fils en 1719.
Les premières traces d'un véhicule de déplacement autonome, autopropulsé, datent de 1655 avec Stefen Farfler. Ce jeune horloger allemand et paraplégique conçoit un véhicule à trois roues, qu'il propulse à l'aide de deux manivelles via une transmission à engrenage.
Ce n’est que 100 ans plus tard que deux autres types de fauteuils roulants autonomes apparaissent. Le fauteuil à tourniquets, utilisé par Georges Couthon, révolutionnaire français qui l’utilisait pour se rendre à l'Assemblée législative. Et en 1783, John Dawson de Bath en Angleterre, invente une chaise roulante nommée d'après sa ville d'origine.
Au XIXe siècle. Les améliorations qui seront apportées à ces véhicules visent donc essentiellement à accroître l’autonomie. Notons l’utilisation de matériaux plus légers - comme l’osier. Et, surtout, l’apparition, en 1881, des mains courantes permettant la propulsion manuelle.

### Époque moderne
À l'origine littéralement « chaises avec des roues », les fauteuils roulants, bien que souffrant d'une image plutôt négative, sont devenus de véritables objets techniques faisant appel à une technicité importante.
Il est difficile de parler de fauteuil roulant au singulier tant l'offre actuelle est importante, diversifiée et adaptée à des besoins très différents. En France uniquement, il est distribué plus de 450 modèles par une cinquantaine de fabricants. Il n'existe pas à l'heure actuelle de consensus sur leur classification, même si de grandes catégories se dessinent.
La première occurrence de compétition sportive pour handicapés se tient en 1948 à Londres, avec en particulier une épreuve de basket-ball en fauteuil. Une institution chargée de gérer le sport en fauteuil roulant est créée en 1951, l'International Stoke Mandeville Federation.
Flemming Moller dépose un brevet en 2005 concernant la chaise roulante moderne.

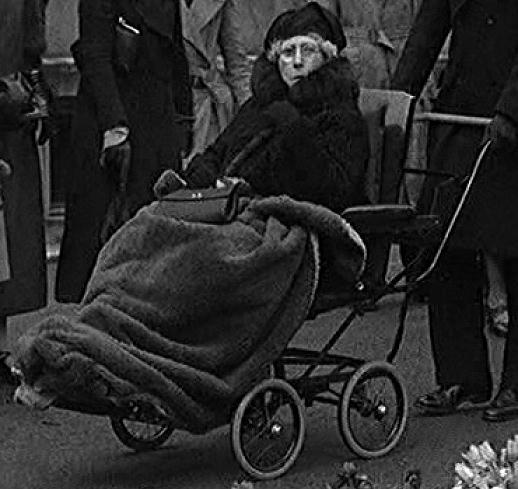
La princesse Béatrice sur un fauteuil roulant, 1936
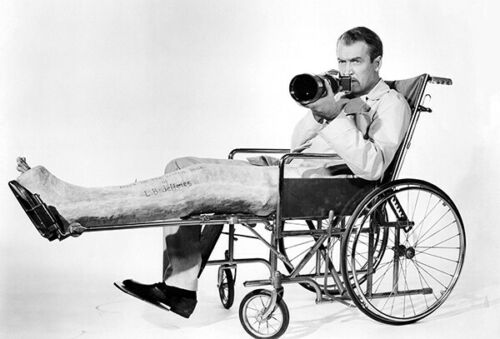
James Stewart dans le film Fenêtre sur cour d'Alfred Hitchcock en 1954.

## Description

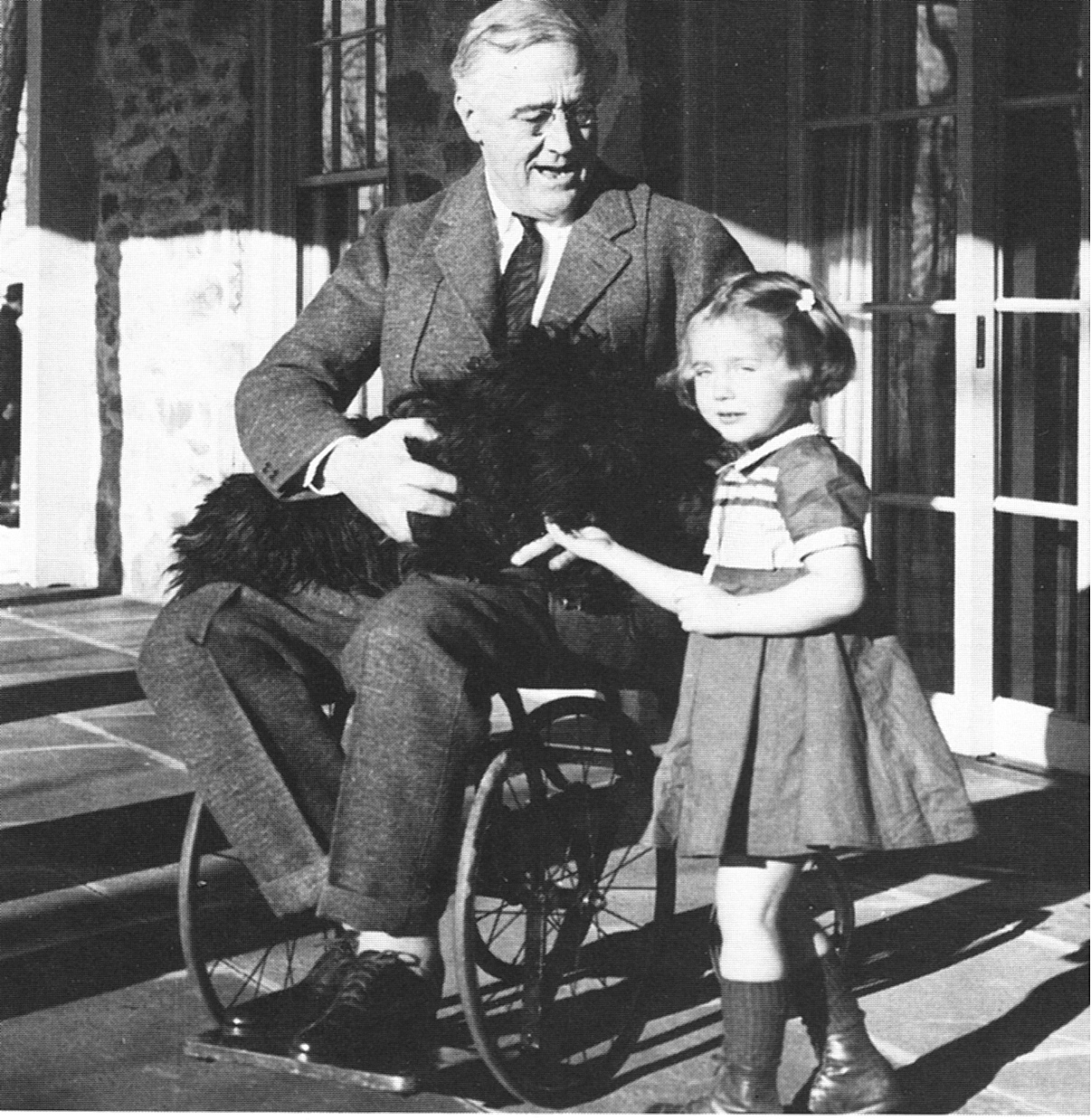
Le président des États-Unis Roosevelt sur son fauteuil roulant auprès de sa petite-fille.

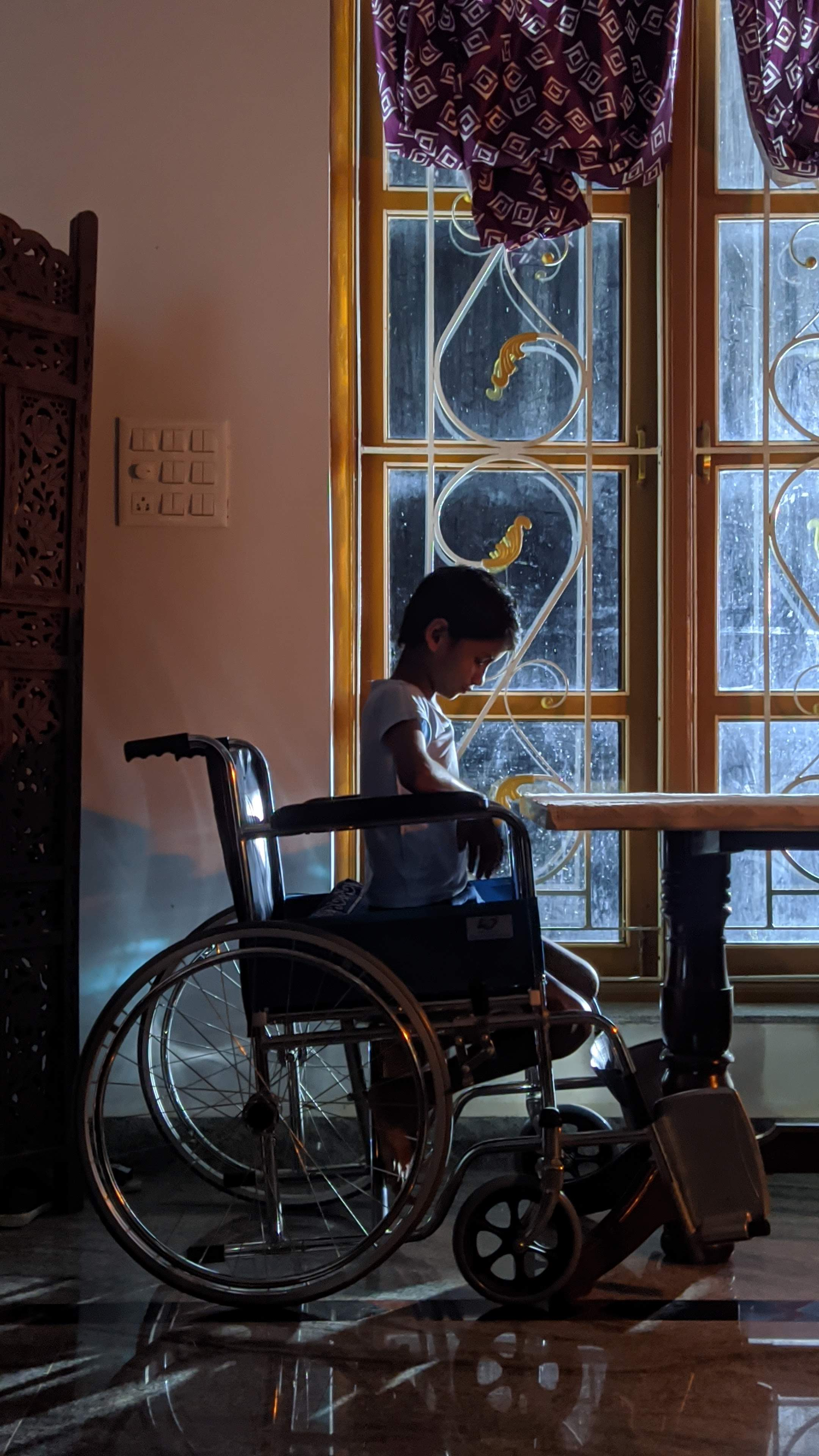
Jeune garçon en fauteuil roulant.

### Aspects pour la personne handicapée
Les paraplégiques (handicapés moteurs des membres inférieurs) et certains tétraplégiques (handicapés moteurs des membres inférieurs et supérieurs) ayant suffisamment de force dans les bras utilisent en général des fauteuils dont les roues arrière sont de grand diamètre. Ils peuvent ainsi propulser le fauteuil en mettant les roues arrière en mouvement, par l'intermédiaire d'un volant solidaire de la roue.
Il est important de distinguer la personne active (enfant ou adulte dans la force de l'âge) ayant été victime d'un accident médullaire ou autre (avec comme conséquence une paraplégie ou une tétraplégie partielle), de la personne âgée, dont les pathologies diverses associées au vieillissement font que ses capacités physiques globales sont amoindries ou très amoindries. Dans cette deuxième catégorie on peut aussi ranger les personnes souffrant de pathologies neuro-musculaires. En effet les besoins de l'un ou de l'autre sont alors très différents. C'est pourquoi l'offre de fauteuil roulant est une offre très diversifiée. Les nuances sont subtiles mais bien réelles. Certains patients auront besoin d'un fauteuil roulant manuel pour se déplacer, d'autres devront s'équiper de fauteuil roulant électrique pour garder leur autonomie.
Le poids d'un fauteuil varie de 150 kg pour un modèle électrique complexe à 15 kg pour un modèle standard manuel, et descend désormais jusqu'à moins de 5 kg par l'emploi de matériaux spécifiques (alliages complexes d'aluminium, carbone) mais surtout aussi grâce à un travail du tube bien particulier. Les tubes peuvent être à épaisseur variable afin de "garder de la matière" là où elle est nécessaire. L'emploi du titane existe, mais son aspect cassant impose de fortes épaisseurs de tubes qui annulent l'avantage de sa faible masse volumétrique. Les prix des modèles légers sont élevés, en raison des techniques utilisées et de la qualité des matériaux, mais surtout en raison du temps passé pour la construction sur mesure et l'adaptation parfaite du modèle pour un confort maximal de l'utilisateur. Cela permet d'exploiter au mieux ses ressources musculaires et d'avoir un maximum de mobilité et de liberté au quotidien.
Dans cette optique, le fauteuil roulant devient un vrai véhicule et ses caractéristiques essentielles sont celles d'un véhicule; on parle alors de voie, d'empattement, de chasse, de carrossage, de centre de gravité, d'assiette, de diamètre de roue, de pneumatique. Tous ces paramètres vont jouer pour avoir un fauteuil maniable ou au contraire très stable mais difficile à propulser, adapté à l'extérieur, ou fait pour des salles de sport, etc. Pour les patients les plus jeunes (et les moins jeunes parfois), un facteur irrationnel mais néanmoins fondamental concerne le « look » du fauteuil ; il faut dire que certains fauteuils sont d'une grande esthétique, tout à fait comparable à un vélo très haut de gamme. Par ailleurs, le fauteuil roulant est une des premières choses que les gens voient lorsqu'une personne handicapée arrive, il est donc important de bien présenter.
Des équipements relativement récents (une dizaine d'années) mais encore peu répandus en France comme les assistances électriques à la propulsion  : le but est de garder le concept du fauteuil roulant manuel et son aspect visuel, mais les roues d'origine sont remplacées par des roues incorporant moteur et batteries (à ne pas confondre avec les motorisations). Le but est de permettre à quelqu'un possédant un capital musculaire des membres supérieurs faible (tétraplégique, malade neuro-musculaire) de quand même rouler en fauteuil roulant manuel (ce qui est moins dur psychologiquement à accepter) plutôt que de passer à un fauteuil électrique. Ou bien ils conviennent à une personne « simplement » paraplégique qui veut aller au travail sans transpirer pendant son trajet. Chaque cas est particulier et chacun apprivoise son fauteuil en fonction de son usage. Les fabricants de fauteuils roulants sont majoritairement saxons (allemand, suisse allemand, autrichien, etc.), la culture du handicap est beaucoup plus forte dans ces pays et globalement dans toute l'Europe du Nord, pour qui les notions d'ergonomie et de design au sens des fonctionnalités apportées est un réel souci.
Pour les personnes âgées ou à mobilité réduite, les problèmes sont tout aussi nombreux et là aussi des solutions peuvent être envisagées pour augmenter leurs autonomie, comme des scooters électriques et des fauteuils permettant de monter et descendre les marches d'escalier.
Les personnes porteuses de handicap ne pouvant pas se propulser utilisent en général un fauteuil motorisé, dirigé par une poignée de type joystick. Ce type de fauteuil coûte de 2 702,81 euros (=prix de remboursement de base par la sécurité sociale) à plus de 20 000 euros (fauteuil à propulsion électrique et verticalisation électrique + système sans fil de contrôle d'environnement par exemple). La sécurité sociale rembourse suivant les équipements de 2 702,81 euros à 3 938,01 euros, la différence resta à charge de l'utilisateur.

### Aspects dans les contextes sociaux
En milieu hospitalier, pour le transport de patients, on utilise des chaises sans motorisation, avec quatre roulettes, une à chaque pied de la chaise. En préhospitalier, de telles chaises sont utilisées pour l'évacuation de victimes supportant la station assise, ce qui facilite le brancardage ; ce sont en général des modèles pliants qui se rangent aisément dans l'ambulance ou le véhicule d'intervention. On parle en général de chaise de transport ou de chaise d'évacuation.
Avoir le meilleur fauteuil possible est essentiel pour vaincre son environnement. Il faut dire que souvent, des aménagements anodins lorsque l'on peut marcher, deviennent tout à fait problématiques lorsqu'on y est confronté en fauteuil roulant. Par exemple, un commerce avec une marche à l'entrée, ou par exemple, une personne handicapée en fauteuil roulant monte sur un trottoir avec un bateau (aménagement d'une portion de trottoir avec une pente et une marche de hauteur très réduite), se déplace sur toute la longueur de la rue, et se retrouve coincé parce qu'il n'y a pas de bateau. Songez de même aux trottoirs qui ne sont que rarement parfaitement horizontaux ; le moindre devers demande à corriger sans arrêt les trajectoires ce qui est très éprouvant. Tout est obstacle potentiel.

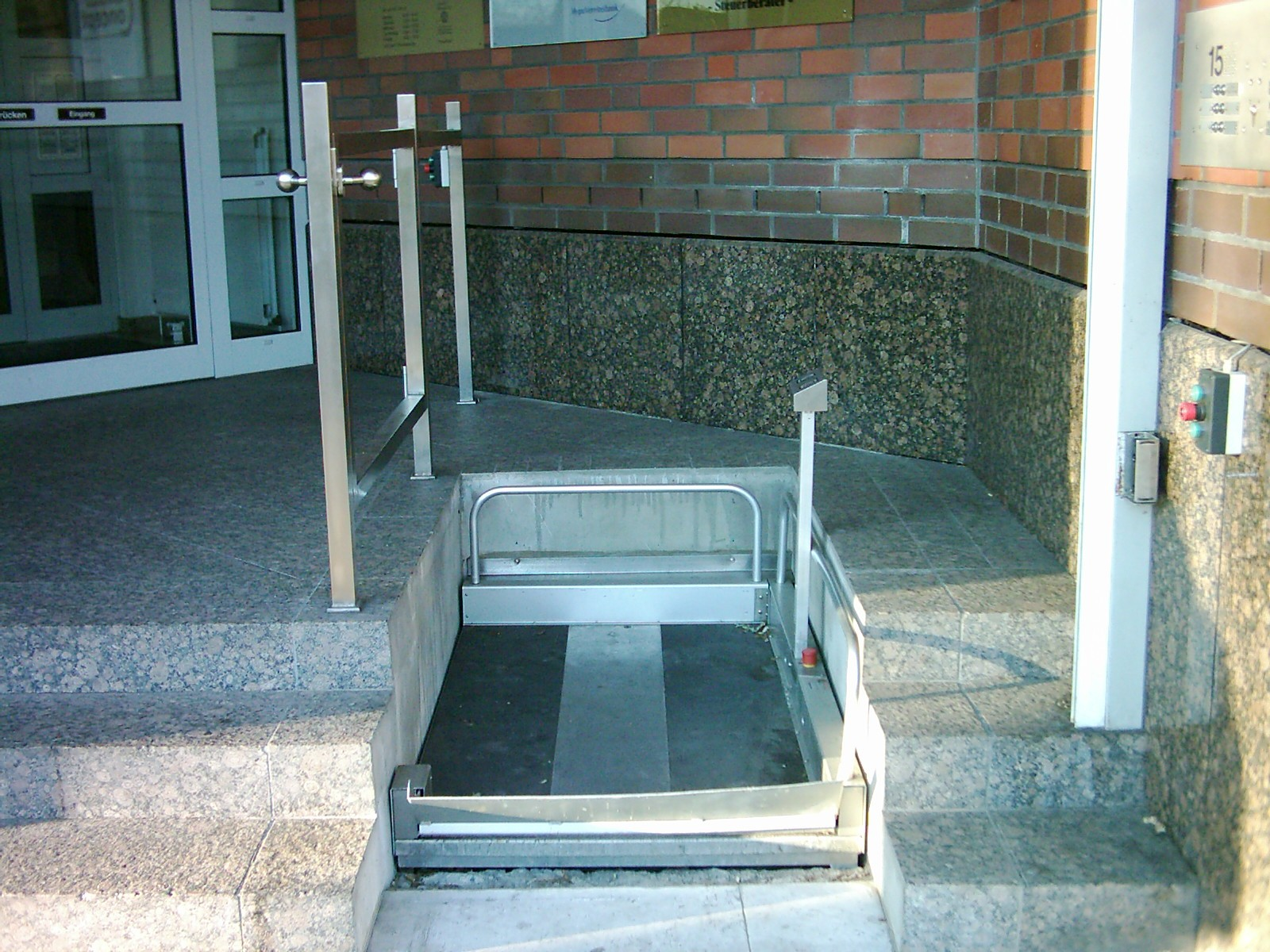
Élévateur pour fauteuil roulant.

Des efforts grandissants sont faits pour que l'environnement urbain soit accessible du mieux possible, principalement dans les grandes villes ; mais beaucoup de chemin est encore à faire et très nombreuses sont les villes qui n'y prêtent pas assez d'attention. (Par exemple; des villes qui proposent de transporter par un service spécialisé les personnes en fauteuil roulant de la commune, lorsque le réseau de transport en commun n'a pas de matériel roulant accessible, refusent de prendre en charge des personnes handicapée de passage, tandis que tout un chacun peut utiliser les bus sans discrimination sur le lieu de domicile). Une loi passée en 2005, Accessibilité de la voirie et des espaces publics en France, indique que le domaine public devra être entièrement accessible à compter de 2015. Toutefois, cette loi ne prévoit pas de supprimer les trottoirs surélevés pour mettre l'ensemble de l'espace public sur le même plan, tel que dans beaucoup de pays du Nord de l'Europe, ce qui éviterait pourtant les soucis d'accès ou de détours nécessaires pour accéder aux bateaux. Certaines villes, comme Évry ou Nantes, l'ont bien compris et sont aujourd'hui les exemples à suivre.

## Fauteuil tout terrain
Pour les articles homonymes, voir FTT.

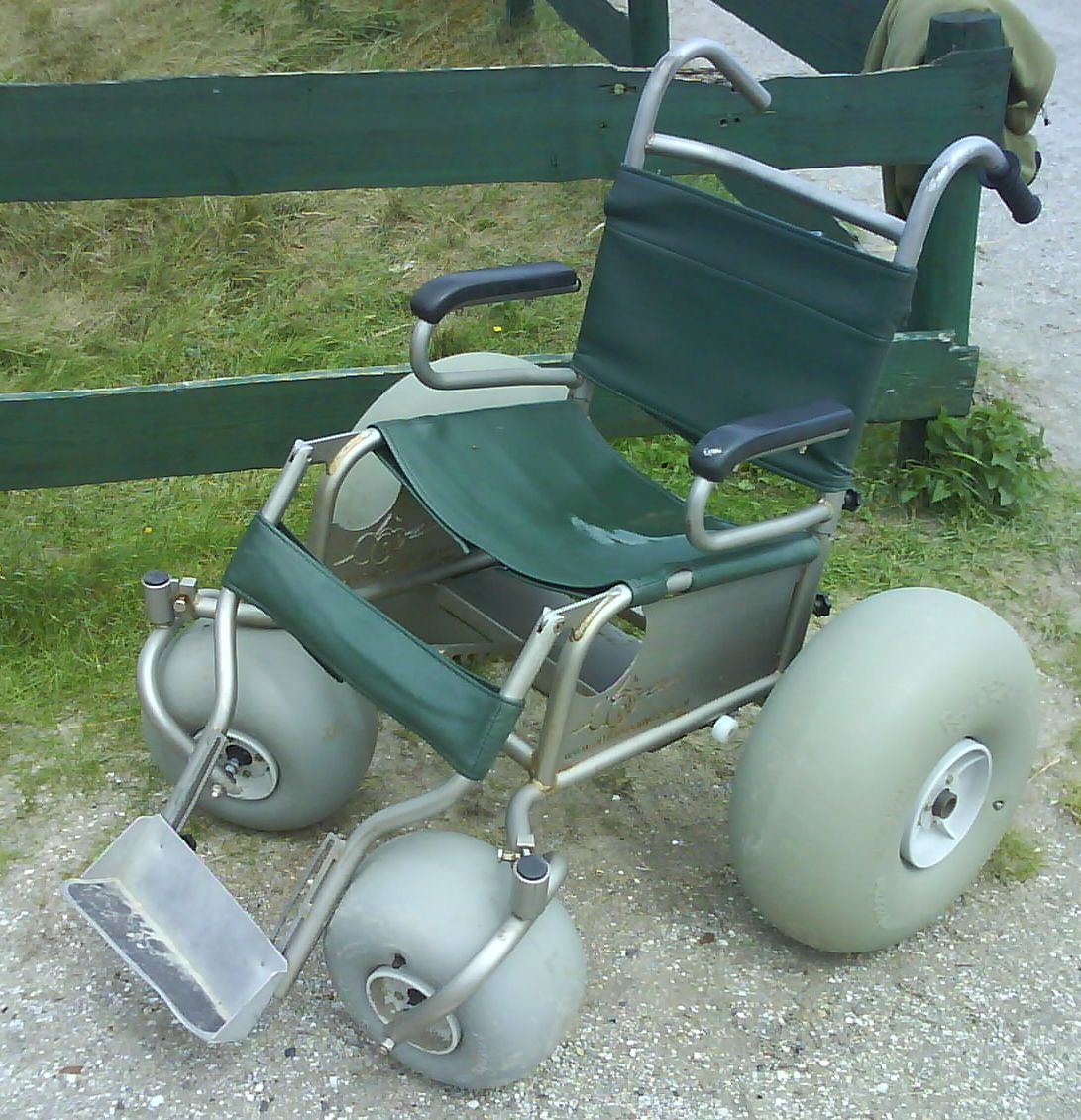
Fauteuil roulant à roues larges, utilisable sur le sable.

Les fauteuils tout terrain (FTT) sont des fauteuils roulants pour personnes handicapées qui permettent leur utilisation sur des terrains escarpés. Ils comportent en général quatre roues qui sont indépendamment suspendues et freinées par des freins à disques hydrauliques.
Il existe aussi des modèles à trois roues dont la roue à l'avant peut être fixe ou amovible et permet de rendre son fauteuil ordinaire tout chemin ou tout-terrain. Certains fauteuils peuvent être poussés ou tractés par un vélo tout terrain.

### Circuit accessibles
Cette adaptation tout chemin ou tout terrain permet de développer des circuits adaptés aux personnes à mobilité réduite (PMR). Ces circuits PMR de randonnées sont particulièrement adaptés aux fauteuils roulants manuels de randonnée.

## Logement adapté
Pour permettre aux personnes dépendantes d'un fauteuil roulant de vivre de manière indépendante, des logements adaptés ont été conçus ou aménagés. Pour cela, ils doivent pouvoir y accéder, y circuler et en utiliser toutes les fonctions de manière autonome. Certaines communes ou associations dressent l'inventaire de ces habitations.
Les critères sont notamment :  
- cheminement et accès à la porte d'entrée ;
- dimension des portes et de l'ascenseur ;
- franchissement des seuils ;
- espace de manœuvre, y compris les sanitaires pour permettre un transfert de la chaise aux toilettes ou à la douche ;
- revêtement de sol carrossable ;
- hauteur des éléments : poignée (porte, fenêtre, armoire, réfrigérateur, four), interrupteur, prise, robinet, fusible.

Il y a différents types de fauteuil roulant. Il faut bien vérifier les caractéristiques du fauteuil lors de l'aménagement du domicile.

## Handisport
Pour la pratique de certains handisports, les sportifs en situation de handicap peuvent utiliser des fauteuils de compétition, plus légers et plus maniables que les fauteuils qu'ils utilisent dans la vie quotidienne. Ces fauteuils de sport ont autant de différence avec un fauteuil de « tous les jours » qu'une voiture de série avec une voiture de compétition. On peut aussi comparer un fauteuil de sport à une chaussure de sport : de même qu'il existe des chaussures « de ville » et d'autres modèles spécifiques pour différents sports (basket-ball, tennis, faire de la course à pied…), il existe des fauteuils pour les déplacements quotidiens et d'autres qui sont spécialement dessinés/équipés pour le handisport (modèles différents pour le handibasket, le tennis handisport, l'athlétisme en fauteuil… et ainsi de suite). Certains sportifs, tels que Aaron Fotheringham participeront ainsi à rendre les fauteuils roulants quasiment indestructibles.

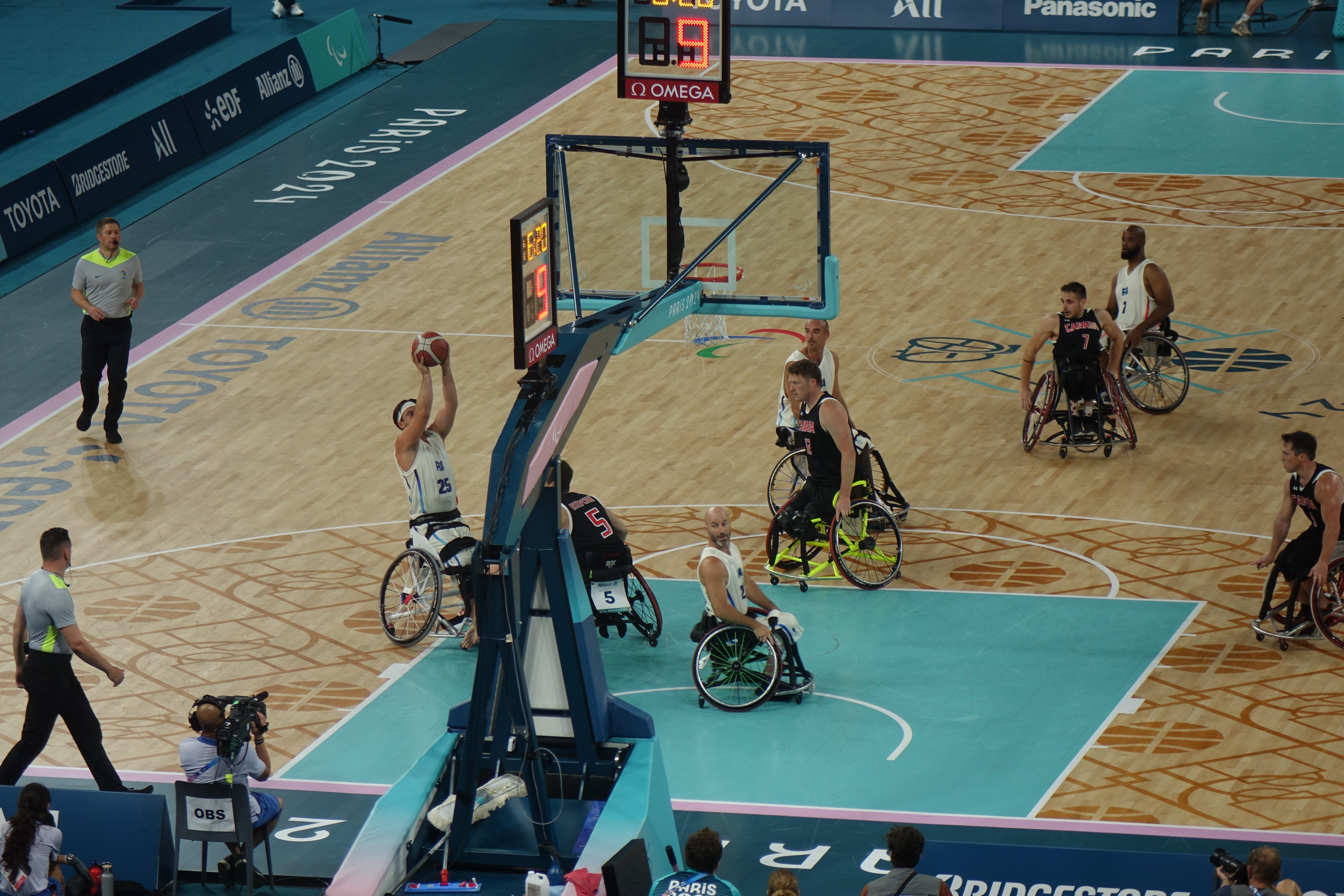
Match de basket en fauteuil roulant.
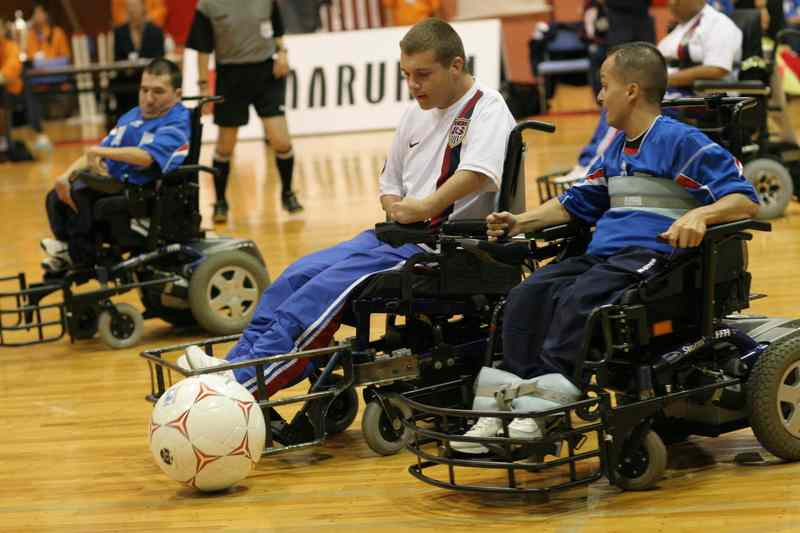
Fauteuils roulants handisport lors de la finale FIPFA 2007.
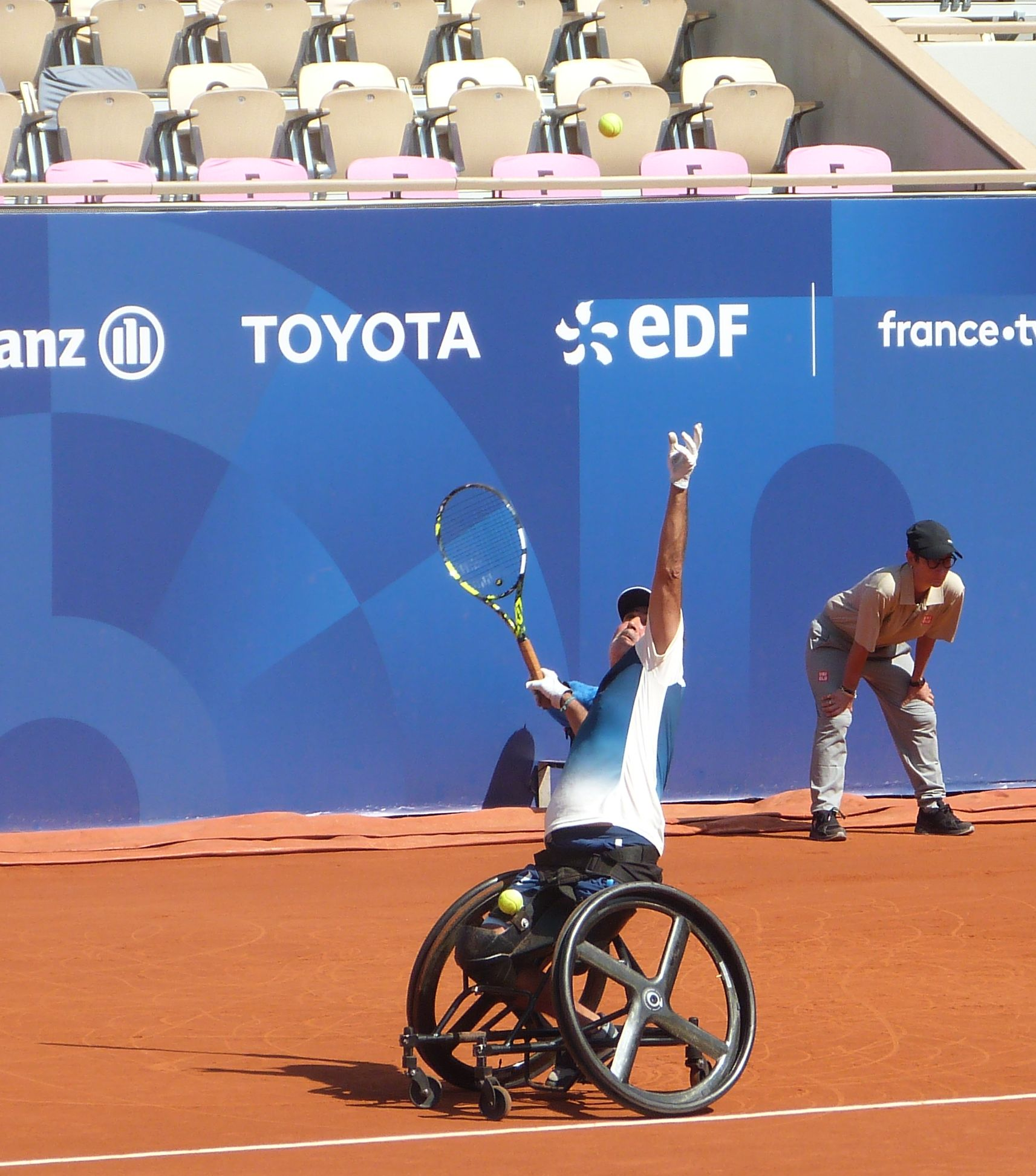
Stéphane Houdet lors du tournoi de tennis-fauteuil des Jeux paralympiques de Paris en 2024.
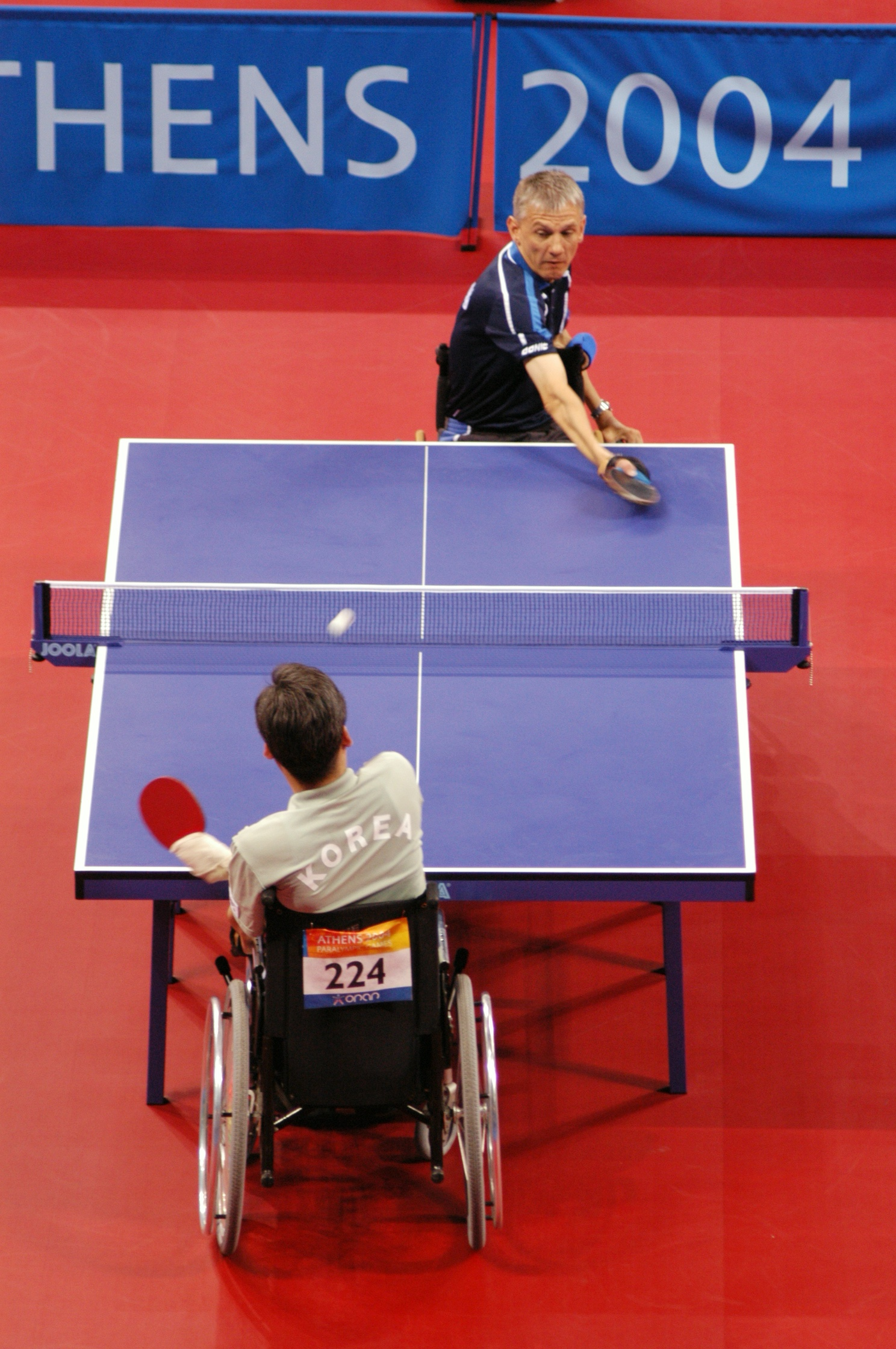
Match de tennis de table en fauteuil lors des Jeux paralympiques.